# Ruszków Pierwszy
Ruszków Pierwszy – wieś w Polsce położona w województwie wielkopolskim, w powiecie kolskim, w gminie Kościelec.
Miejscowość położona jest w odległości około 5 kilometrów na południe od Koła, przy drodze do Turku.
We wsi rosną dwa stare dęby, zwane przez miejscową ludność dębami na mogile (obwód ich pni wynosi 5-6 m).

## Historia
Jak wykazały badania archeologiczne, we wczesnym średnioweiczu znajdowała się na terenie wsi osada otwarta. W źródłach pisanych nazwa wsi pojawiła się po raz pierwszy w 1362 r. Była własnością szlachecką. W pierwszej połowie XIX wieku we wsi postawiono dworek szlachecki.
W Ruszkowie zmarł w 1925 Marceli Lemieszewski.
W latach 1975–1998 miejscowość administracyjnie należała do województwa konińskiego.

## Dworek
W miejscowym parku stał klasycystyczny parterowy dwór, postawiony w pierwszej połowie XIX wieku. Zbudowany został na rzucie prostokąta, z wystawkami zwieńczonymi trójkątnymi szczytami. Przybudówka od strony wschodniej oraz weranda od strony południowej pochodziły z późniejszego okresu. Budynek przykryty był łamanym dachem z gontu z naczółkami. Zabudowania gospodarcze, stajnia i obora, o cechach klasycystycznych pochodziły z tego samego okresu co dwór. Do dziś zachowała się tylko folwarczna obora, adaptowana do celów mieszkalnych.

## Szkoła
We wsi znajduje się szkoła podstawowa, wybudowana staraniem mieszkańców w latach 60., w ramach akcji "Tysiąc szkół na Tysiąclecie".